# Waajid (distrito)
Wajid District (somali:  Degmada Waajid) é um distrito na região sudoeste de Bakool, na Somália. Sua capital é Wajid.